# Vallée d'Avfruvva
Avfruvva Vallis
Pour les articles homonymes, voir Avfruvva.
La vallée d'Avfruvva (désignation internationale : Avfruvva Vallis) est une vallée située sur Vénus dans le quadrangle d'Hestia Rupes. Elle a été nommée en référence à Avfruvva, déesse same des cours d'eau.